# Västerbottens-Kuriren
Le Västerbottens-Kuriren est un journal quotidien suédois au format tabloïd de ligne éditoriale « libérale ». Il est publié à Umeå et couvre principalement les actualités du comté de Västerbotten à l'exception des communes de Malå, Norsjö et Skellefteå.